# Psychotria umbellifera
Psychotria umbellifera är en måreväxtart som beskrevs av Ernest Marie Antoine Petit. Psychotria umbellifera ingår i släktet Psychotria och familjen måreväxter. Inga underarter finns listade i Catalogue of Life.